# Kroger St. Jude International 2000 - Qualificazioni singolare
Le qualificazioni del singolare  del Kroger St. Jude International 2000 sono state un torneo di tennis preliminare per accedere alla fase finale della manifestazione. I vincitori dell'ultimo turno sono entrati di diritto nel tabellone principale. In caso di ritiro di uno o più giocatori aventi diritto a questi sono subentrati i lucky loser, ossia i giocatori che hanno perso nell'ultimo turno ma che avevano una classifica più alta rispetto agli altri partecipanti che avevano comunque perso nel turno finale.
Le qualificazioni del torneo Kroger St. Jude International 2000 prevedevano 24 partecipanti di cui 6 sono entrati nel tabellone principale.

## Teste di serie
1. James Sekulov (ultimo turno)
2. Xavier Malisse (primo turno)
3. Juan-Albert Viloca-Puig (ultimo turno)
4. Michael Sell (ultimo turno)
5. Joan Balcells (ultimo turno)
6. Jimy Szymanski (primo turno)

1. Cristiano Caratti (Qualificato)
2. Jeff Salzenstein (primo turno)
3. Harel Levy (Qualificato)
4. Brian MacPhie (primo turno)
5. Richey Reneberg (Qualificato)
6. Michael Hill (primo turno)

## Qualificati
1. Mark Knowles
2. Richey Reneberg
3. Harel Levy

1. Brian MacPhie
2. Cristiano Caratti
3. Jeff Salzenstein

## Tabellone

### Legenda
| - Q = Qualificato - WC = Wild card - LL = Lucky loser | - ALT = Alternate - SE = Special Exempt - PR = Protected Ranking | - w/o = Walkover - r = Ritirato - d = Squalificato |

### Sezione 1
|  | Primo turno | Primo turno   | Primo turno   | Primo turno | Primo turno |  |  | Ultimo turno | Ultimo turno  | Ultimo turno  | Ultimo turno | Ultimo turno |  |
|  |             |               |               |             |             |  |  |              |               |               |              |              |  |
|  | 1           | James Sekulov | James Sekulov | 6           | 2           |  |  |              |               |               |              |              |  |
|  |             | Lior Mor      | Lior Mor      | 2           | 1r          |  |  | 1            | James Sekulov | James Sekulov | 3            | 2            |  |
|  |             | Mark Knowles  | Mark Knowles  | 6           | 6           |  |  |              | Mark Knowles  | Mark Knowles  | 6            | 6            |  |
|  | 12          | Michael Hill  | Michael Hill  | 2           | 4           |  |  |              |               |               |              |              |  |

### Sezione 2
|  | Primo turno | Primo turno         | Primo turno         | Primo turno | Primo turno |  |  | Ultimo turno | Ultimo turno    | Ultimo turno | Ultimo turno | Ultimo turno |  |
|  |             |                     |                     |             |             |  |  |              |                 |              |              |              |  |
|  |             | Phillip King        | 6                   | 2           | 6           |  |  |              |                 |              |              |              |  |
|  | 2           | Xavier Malisse      | 2                   | 6           | 2           |  |  |              | Phillip King    | 6            | 3            | 1            |  |
|  | 11          | Richey Reneberg     | Richey Reneberg     | 6           | 6           |  |  | 11           | Richey Reneberg | 4            | 6            | 6            |  |
|  |             | Mashiska Washington | Mashiska Washington | 4           | 0           |  |  |              |                 |              |              |              |  |

### Sezione 3
|  | Primo turno | Primo turno             | Primo turno             | Primo turno | Primo turno |  |  | Ultimo turno | Ultimo turno            | Ultimo turno            | Ultimo turno | Ultimo turno |  |
|  |             |                         |                         |             |             |  |  |              |                         |                         |              |              |  |
|  | 3           | Juan-Albert Viloca-Puig | Juan-Albert Viloca-Puig | 7           | 6           |  |  |              |                         |                         |              |              |  |
|  |             | Vasilīs Mazarakīs       | Vasilīs Mazarakīs       | 5           | 3           |  |  | 3            | Juan-Albert Viloca-Puig | Juan-Albert Viloca-Puig | 4            | 2            |  |
|  | 9           | Harel Levy              | Harel Levy              | 7           | 6           |  |  | 9            | Harel Levy              | Harel Levy              | 6            | 6            |  |
|  |             | Michael Joyce           | Michael Joyce           | 5           | 3           |  |  |              |                         |                         |              |              |  |

### Sezione 4
|  | Primo turno | Primo turno    | Primo turno    | Primo turno | Primo turno |  |  | Ultimo turno | Ultimo turno  | Ultimo turno | Ultimo turno | Ultimo turno |  |
|  |             |                |                |             |             |  |  |              |               |              |              |              |  |
|  | 4           | Michael Sell   | Michael Sell   | 6           | 6           |  |  |              |               |              |              |              |  |
|  |             | Vikrant Chadha | Vikrant Chadha | 3           | 2           |  |  | 4            | Michael Sell  | 1            | 6            | 2            |  |
|  |             | Brian MacPhie  | Brian MacPhie  | 6           | 6           |  |  |              | Brian MacPhie | 6            | 3            | 6            |  |
|  | 10          | Ville Liukko   | Ville Liukko   | 3           | 0           |  |  |              |               |              |              |              |  |

### Sezione 5
|  | Primo turno | Primo turno       | Primo turno       | Primo turno | Primo turno |  |  | Ultimo turno | Ultimo turno      | Ultimo turno      | Ultimo turno | Ultimo turno |  |
|  |             |                   |                   |             |             |  |  |              |                   |                   |              |              |  |
|  | 5           | Joan Balcells     | Joan Balcells     | 6           | 6           |  |  |              |                   |                   |              |              |  |
|  |             | Torrey Gambill    | Torrey Gambill    | 2           | 1           |  |  | 5            | Joan Balcells     | Joan Balcells     | 2            | 4            |  |
|  | 7           | Cristiano Caratti | Cristiano Caratti | 6           | 6           |  |  | 7            | Cristiano Caratti | Cristiano Caratti | 6            | 6            |  |
|  |             | Glenn Weiner      | Glenn Weiner      | 4           | 2           |  |  |              |                   |                   |              |              |  |

### Sezione 6
|  | Primo turno | Primo turno      | Primo turno    | Primo turno | Primo turno |  |  | Ultimo turno     | Ultimo turno     | Ultimo turno | Ultimo turno | Ultimo turno |  |
|  |             |                  |                |             |             |  |  |                  |                  |              |              |              |  |
|  |             | Jonathan Stark   | Jonathan Stark | 7           | 6           |  |  |                  |                  |              |              |              |  |
|  | 6           | Jimy Szymanski   | Jimy Szymanski | 65          | 4           |  |  | Jonathan Stark   | Jonathan Stark   | 6            | 3            | 64           |  |
|  |             | Jeff Salzenstein | 6              | 65          | 6           |  |  | Jeff Salzenstein | Jeff Salzenstein | 3            | 6            | 7            |  |
|  | 8           | Michael Russell  | 4              | 7           | 2           |  |  |                  |                  |              |              |              |  |